# I Don't Want to Miss a Thing
"I Don't Want to Miss a Thing" là một bài hát của ban nhạc rock Aerosmith nằm trong album nhạc phim của bộ phim bom tấn năm 1998 Armageddon. Nó được phát hành như là đĩa đơn đầu tiên trích từ album vào ngày 18 tháng 8 năm 1998 bởi Columbia Records. Đây là một trong ba bài hát mà ban nhạc thu âm cho bộ phim, bên cạnh "What Kind of Love Are You On" và "Sweet Emotion". Bài hát là một bản power ballad được viết lời bởi Diane Warren và được sản xuất bởi Matt Serletic.
Sau khi phát hành, "I Don't Want to Miss a Thing" nhận được những phản ứng tích cực từ các nhà phê bình âm nhạc, và nhận được đề cử giải Grammy cho Bài hát xuất sắc nhất được viết cho phim điện ảnh hoặc truyền hình cũng như hai đề cử trái ngược: Giải Oscar cho Bài hát gốc xuất sắc nhất và Giải Mâm xôi vàng cho Bài hát gốc tệ nhất. Về mặt thương mại, nó đã trở thành bài hát thành công nhất trong sự nghiệp của Aerosmith, đứng đầu các bảng xếp hạng ở Úc, Áo, Đức, Ireland, Ý, Na Uy và Thụy Sĩ, và lọt vào top 5 ở Bỉ, Canada, Phần Lan, Hà Lan, Thụy Điển và Vương quốc Anh. Tại Hoa Kỳ, bài hát ra mắt ở vị trí số một trên bảng xếp hạng Billboard Hot 100, trở thành đĩa đơn quán quân duy nhất của ban nhạc và là đĩa đơn đầu tiên của họ làm được điều này sau 28 năm thành lập.
Video ca nhạc của "I Don't Want to Miss a Thing" được đạo diễn bởi Francis Lawrence, trong đó ban nhạc trình diễn bài hát xen kẽ với những hình ảnh trong bộ phim. Nó đã trở thành một trong những video được yêu cầu nhiều nhất trên MTV vào năm 1998, và chiến thắng một Giải Video âm nhạc của MTV ở hạng mục Video xuất sắc nhất từ một bộ phim. Năm 2013, nó đã xuất hiện trong trò chơi video Saints Row IV.

## Danh sách bài hát
| Đĩa CD tại châu Âu và Anh quốc 1. "I Don't Want to Miss a Thing" (bản pop phối) – 5:03 2. "Pink" (trực tiếp) – 3:48 3. "Crash" – 4:30 Đĩa CD tại Úc 1. "I Don't Want to Miss a Thing" – 4:57 2. "I Don't Want to Miss a Thing" (bản rock phối) – 4:30 3. "Taste of India" (bản rock phối lại) – 5:52 4. "Animal Crackers" – 2:35 | Đĩa CD maxi tại châu Âu 1. "I Don't Want to Miss a Thing" – 4:57 2. "I Don't Want to Miss a Thing" (bản rock phối) – 4:30 3. "Crash" – 4:30 4. "Animal Crackers" – 2:35 Đĩa CD tại Mỹ 1. "I Don't Want to Miss a Thing" – 4:57 2. "Animal Crackers" – 2:35 3. "Taste of India" (bản rock phối lại) – 5:52 |

## Bảng xếp hạng
| Bảng xếp hạng (1998)                  | Vị trí cao nhất |
| ------------------------------------- | --------------- |
| Úc (ARIA)                             | 1               |
| Áo (Ö3 Austria Top 40)                | 1               |
| Bỉ (Ultratop 50 Flanders)             | 3               |
| Bỉ (Ultratop 50 Wallonia)             | 4               |
| Canada (RPM)                          | 2               |
| Canada Adult Contemporary (RPM)       | 6               |
| Đan Mạch (Tracklisten)                | 9               |
| Châu Âu (Eurochart Hot 100)           | 1               |
| Phần Lan (Suomen virallinen lista)    | 3               |
| Pháp (SNEP)                           | 8               |
| Đức (Official German Charts)          | 1               |
| Ireland (IRMA)                        | 1               |
| Ý (FIMI)                              | 1               |
| Hà Lan (Dutch Top 40)                 | 3               |
| Hà Lan (Single Top 100)               | 3               |
| Na Uy (VG-lista)                      | 1               |
| Tây Ban Nha (PROMUSICAE)              | 4               |
| Thụy Điển (Sverigetopplistan)         | 2               |
| Thụy Sĩ (Schweizer Hitparade)         | 1               |
| Anh Quốc (OCC)                        | 4               |
| Hoa Kỳ Billboard Hot 100              | 1               |
| Hoa Kỳ Adult Contemporary (Billboard) | 13              |
| Hoa Kỳ Adult Pop Airplay (Billboard)  | 2               |
| Hoa Kỳ Hot Latin Songs (Billboard)    | 14              |
| Hoa Kỳ Latin Pop Songs (Billboard)    | 5               |
| Hoa Kỳ Mainstream Rock (Billboard)    | 4               |
| Hoa Kỳ Pop Airplay (Billboard)        | 1               |
| Hoa Kỳ Rhythmic (Billboard)           | 25              |
| Bảng xếp hạng (2012)                  | Vị trí cao nhất |
| Nhật Bản (Japan Hot 100)              | 96              |

| Bảng xếp hạng (1998)                      | Vị trí |
| ----------------------------------------- | ------ |
| Australia (ARIA)                          | 4      |
| Austria (Ö3 Austria Top 40)               | 6      |
| Belgium (Ultratop 50 Flanders)            | 13     |
| Belgium (Ultratop 40 Wallonia)            | 27     |
| Canada Adult Contemporary (RPM)           | 27     |
| Denmark (Tracklisten)                     | 14     |
| Europe (European Hot 100)                 | 3      |
| Finland (Suomen virallinen lista)         | 28     |
| France (SNEP)                             | 58     |
| Germany (Official German Charts)          | 14     |
| Italy (Hit Parade)                        | 1      |
| Netherlands (Dutch Top 40)                | 18     |
| Netherlands (Single Top 100)              | 23     |
| Norway Autumn Period (VG-lista)           | 13     |
| Norway Summer Period (VG-lista)           | 2      |
| Sweden (Sverigetopplistan)                | 4      |
| Switzerland (Schweizer Hitparade)         | 5      |
| UK Singles (Official Charts Company)      | 17     |
| US Billboard Hot 100                      | 23     |
| US Adult Top 40 (Billboard)               | 18     |
| US Hot Mainstream Rock Tracks (Billboard) | 19     |
| US Hot Soundtrack Singles (Billboard)     | 2      |

| Bảng xếp hạng (1990–1999) | Vị trí |
| ------------------------- | ------ |
| US Billboard Hot 100      | 73     |

## Chứng nhận
| Quốc gia                                                                           | Chứng nhận  | Số đơn vị/doanh số chứng nhận |
| ---------------------------------------------------------------------------------- | ----------- | ----------------------------- |
| Úc (ARIA)                                                                          | 2× Bạch kim | 140.000^                      |
| Áo (IFPI Áo)                                                                       | Vàng        | 25.000*                       |
| Bỉ (BEA)                                                                           | Bạch kim    | 50.000*                       |
| Pháp (SNEP)                                                                        | Bạc         | 125,000                       |
| Đức (BVMI)                                                                         | Bạch kim    | 0^                            |
| Nhật Bản (RIAJ)                                                                    | Vàng        | 100.000^                      |
| Na Uy (IFPI)                                                                       | Bạch kim    | 7,500*                        |
| Thụy Điển (GLF)                                                                    | 2× Bạch kim | 60.000^                       |
| Thụy Sĩ (IFPI)                                                                     | Bạch kim    | 50.000^                       |
| Anh Quốc (BPI)                                                                     | 2× Bạch kim | 1.200.000‡                    |
| Hoa Kỳ (RIAA)                                                                      | Bạch kim    | 1,000,000^                    |
| * Chứng nhận dựa theo doanh số tiêu thụ. ^ Chứng nhận dựa theo doanh số nhập hàng. |             |                               |

## Phiên bản hát lại của Mark Chesnutt
Cuối năm 1998, nghệ sĩ nhạc đồng quê Mark Chesnutt đã cho thu âm bản cover bài hát của mình. Đây là sự xuất hiện lần đầu của anh với đĩa đơn đầu tiên và cũng là ca khúc duy nhất từ album cùng tên năm 1999. Bản cover của Chesnutt đã có hai tuần đạt #1 trên bảng xếp hạng US Billboard Singles Hot Country & Tracks (nay đổi thành Hot Country Songs) đầu năm 1999, và cũng là lần đoạt ngôi quán quân thứ 8 cuối cùng của anh. Đó cũng là lần đầu tiên cả hai đĩa đơn trong sự nghiệp của anh lọt vào bảng xếp hạng Billboard Hot 100 khi đạt vị trí cao nhất thứ 17 đầu năm 1999.
| Bảng xếp hạng (1998–1999)            | Vị trí cao nhất |
| ------------------------------------ | --------------- |
| Canada Country (RPM)                 | 1               |
| Hoa Kỳ Billboard Hot 100             | 17              |
| Hoa Kỳ Hot Country Songs (Billboard) | 1               |

| Bảng xếp hạng (1999)         | Vị trí |
| ---------------------------- | ------ |
| Canada Country (RPM)         | 21     |
| US Billboard Hot 100         | 67     |
| US Country Songs (Billboard) | 9      |